# 鈴木泰明
鈴木 泰明（すずき たいめい、すずき やすあき、1935年3月9日 - ）は、日本の男性元俳優、元声優。神奈川県出身。

## 経歴
日本大学卒業。
1956年に新協劇団に入団し、第11期生としてデビュー。1958年から劇団演劇座同人、1961年に劇団泉座に入団、1964年から2013年まで東京俳優生活協同組合に所属していた。

## 人物
声域はハイバリトン。

## 出演

### テレビドラマ
- あすをつげる鐘「わが道をゆく 福沢諭吉」（1961年 / NHK）
- 第7の男 第4話「誘惑の指輪」（1964年 / フジテレビ）
- 新忍者部隊月光（1966年 / フジテレビ） - 研究所所長
- 氷点 第1話（1966年 / テレビ朝日）
- 七人の刑事 第2シリーズ（TBS）
  - 第246話「あつかった夏」（1966年）
  - 第325話「共犯者」（1968年）
- ウルトラシリーズ（TBS）
  - ウルトラQ（1966年） - 毎日新報記者[要出典] ※ノンクレジット
    - 第13話「ガラダマ」
    - 第23話「南海の怒り」

  - ウルトラマン 第28話「人間標本5・6」（1967年） - 宇宙線研究所所員、ダダの声[要出典]
- マグマ大使（フジテレビ）
  - 第3話「ガム！モグネスを倒せ」（1966年） - 中央気象台地震課課長
  - 第28話「怪獣ダコーダの最期」（1967年） - 科学者
- 光速エスパー（1967年 / 日本テレビ）
- 戦え! マイティジャック（1968年 / フジテレビ）
  - 第20話「宇宙忍者をあばき出せ」 - ドロン星閣下の声
  - 第22話「東京タワーに白旗あげろ」 - ナレーター
- サインはV（1969年 / TBS） - 新聞記者[要出典] ※ノンクレジット
- 男は度胸（1970年、NHK） - 寺坂吉右衛門
- 樅ノ木は残った 第51話（1970年 / NHK） - 板倉邸使番
- 夫よ男よ強くなれ 第23話「やる気ならやってみてよ」（1970年 / テレビ朝日）
- 特別機動捜査隊（テレビ朝日）
  - 第481話「追憶の街」（1971年） - 神谷
  - 第542話「男子禁制」（1972年） - アナウンサー
- ブラザー劇場 刑事くん 第2話「秋のあしあと」（1971年 / TBS）
- 好き! すき!! 魔女先生 第5話「いじっぱりハモニカさん」（1971年 / TBS） - TVレポーター
- 仮面ライダー（1972年 / NET）
  - 第53話「怪人ジャガーマン 決死のオートバイ戦」
  - 第55話「ゴキブリ男!! 恐怖の細菌アドバルーン」
- 火曜日の女シリーズ 木の葉の家（1972年、NTV）
- スーパーロボット レッドバロン（1973年 - 1974年 / 日本テレビ） - ナレーター[4]
- キカイダー01（1973年 - 1974年 / NET） - ザダムの声[4]
- がんばれ!!ロボコン 第48話「バラバラリン、映画はおいらに任せとけ」（1975年 / NET） - 山川
- 明日がござる 第52話（1976年 / TBS） - アナウンサー
- 太陽にほえろ! 第248回「ウェディング・ドレス」（1976年 / 日本テレビ） - 坂口屋ドライブイン・支配人
- 夜明けの刑事 第59話「恋人は殺人犯ではないわ!!」（1977年 / TBS）
- あかね雲（1977年 / TBS） - ナレーター
- 大都会 PARTIII 第23話「女豹と刑事野郎」（1978年 / 日本テレビ）
- 俺たちは天使だ! 第13話「運が悪けりゃ死刑台」（1979年 / 日本テレビ）
- 七人の刑事 第67話「あばよ暴走族」（1979年 / TBS）
- 3年B組金八先生 第1シリーズ 第13話（1979年 / TBS） - 教師A
- 土曜ワイド劇場 帝銀事件 大量殺人・獄中32年の死刑囚（1980年1月26日）
- 新・海峡物語 第1話（1981年 / テレビ朝日）
- 噂の刑事トミーとマツ 第2シリーズ（TBS）
  - 第8話「漁港の決闘! 決ったトミーの鯨突き」（1982年）
  - 第37話「死ぬゥ! トミマツの人間せんべい」（1982年）
- 土曜ドラマ サスペンスシリーズ「轢き逃げ」（1983年1月31日 / NHK）
- Gメン'75 第332話 「原宿・六本木の女を襲う男」（1981年）
- 月曜ワイド劇場 深川通り魔殺人事件（1983年7月25日）
- チョッちゃん NHK連続テレビ小説第38作（1987年） - 署長
- ザ・サスペンス 十津川警部シリーズ（TBS）
  - 第3作「四国連絡特急殺人事件」（1983年8月27日）
  - 第4作「下り特急「富士」〈ラブ・トレイン〉殺人事件」（1983年10月29日） - 網走刑務所所長
- 特捜最前線（テレビ朝日）
  - 第311話「パパの名は吉野竜次!」（1983年）
  - 第318話「不発弾の身代金!」（1983年）
  - 第354話「証言台の女秘書!」（1984年）
  - 第377話「住宅街の殺人ゲーム!」（1984年） - 署長
  - 第428話「追跡・ラブホテルの目撃者!」（1985年）
  - スペシャル「疑惑のXデー・爆破予告1010!」（1985年）
  - 第469話「連続放火事件・待ちつづけた女!」（1986年）
  - 第485話「喪服のソープ嬢・1/30秒の殺人トリック!」（1986年）
- 水曜ドラマスペシャル 魔夏少女（1987年8月12日 / TBS）
- 橋田壽賀子ドラマ おんなは一生懸命 第16回（1987年 / TBS） - 司会者
- 特警ウインスペクター 第28話「飛べ！優子号」（1990年 / テレビ朝日）
- ドラマチック22 オジサンは怒ってるんだゾ!（1991年 / TBS）
- 噺家カミサン繁盛記 第18回（1991年 / フジテレビ）
- 木曜ドラマ 七人の女弁護士 第1シリーズ 第9話（1991年）
- さすらい刑事旅情編IV 第5話「ブルートレインの女・家族の絆」（1991年）
- 金曜ドラマ 十年愛（1992年 / TBS）
- 火曜サスペンス劇場 小京都ミステリー 第13作「豊後路石仏殺人事件」（1995年）
- 月曜ドラマ・イン 闇のパープル・アイ 第8話「涙のウエディングドレス!」（1996年 / テレビ朝日）
- 火曜サスペンス劇場 盲人探偵・松永礼太郎 第6作「狙撃」（1996年2月27日）
- 協奏曲（1996年 / TBS）
- 憲法はまだか 第一部「象徴天皇」（1996年 / NHK）
- 若葉のころ（1996年 / TBS）
- 失楽園 特別編!（1997年12月29日）
- サイコメトラーEIJI2 第9話「LAST REVOLUTION」（1999年 / 日本テレビ）
- はぐれ刑事純情派XII 第10話「カラスが告発した真犯人!? 近所迷惑な女」（1999年）
- 土曜ワイド劇場 ダイエット三姉妹の旅情事件簿
  - 第3作「みちのく七時雨山鬼女伝説殺人 白骨と美人画の秘密」（1999年2月20日）
  - 第4作「釧路湿原つる姫伝説殺人 SL列車が雪原を走る!」（2000年3月11日）
- スーパー戦隊シリーズ
  - 救急戦隊ゴーゴーファイブ第23話「幽霊救出作戦」（1999年 / テレビ朝日） - 佐伯竜之助　
  - 百獣戦隊ガオレンジャー 第4話「二人でネバギバ!!」（2001年 / テレビ朝日） - 和尚
- 世にも奇妙な物語 15周年の特別編「横断歩道」（2006年3月28日 / フジテレビ） - 祖父
- ウィルスパニック2006夏〜街は感染した〜（2006年6月27日 / 日本テレビ）

### 映画
- 失楽園（1997年5月10日）
- 劇場版 仮面ライダー響鬼と7人の戦鬼（2005年9月3日）
- 深海獣レイゴー（2005年11月）ナレーター

### 舞台
- センター・フォワード暁に死す（1962年5月25日 - 5月31日 / 劇団泉座） - ハムレット[6]
- いのちきらめく日々
- ハッピーピープル
- 仏陀

### テレビアニメ
1963年
- 鉄腕アトム (アニメ第1作)（人工人間隊長ベロア）

1964年
- 狼少年ケン（1964年 - 1965年）
- ビッグX（悪人）

1965年
- 宇宙パトロールホッパ（署長）
- ジャングル大帝（ラッシュ）

1966年
- おそ松くん（第1作）（父さん〈2代目〉）
- ジャングル大帝 進めレオ!

1967年
- かみなり坊やピッカリ・ビー（アクビ、おじさん 他）
- マッハGoGoGo（第1作）（子分、パイロット）
- リボンの騎士（隊長）

1968年
- 怪物くん

1969年
- 海底少年マリン（部下B）
- 紅三四郎（ドン警部）
- 佐武と市捕物控（与力、西陣屋）
- どろろ

1970年
- 赤き血のイレブン（八重島茂雄）
- あしたのジョー
- 昆虫物語 みなしごハッチ（第1作）（ベーロン）
- タイガーマスク（1970年 - 1971年、スター・アポロン、シャーク二世、虎の穴のボス / ミラクル3 / タイガー・ザ・グレート 他）

1971年
- アニメンタリー 決断

1972年
- アストロガンガー（ブラスター2）
- 科学忍者隊ガッチャマン（隊長、アナウンサー、刑事）
- 樫の木モック（人形、隊長）
- ゲゲゲの鬼太郎（第2作）
- 原始少年リュウ
- さるとびエッちゃん
- デビルマン（1972年 - 1973年、牧村耕作）

1973年
- 侍ジャイアンツ
- 新造人間キャシャーン（技師）
- バビル2世
- ミクロイドS（美土路博士）

1974年
- アルプスの少女ハイジ（ゼーゼマン）
- 柔道讃歌

1975年
- 宇宙の騎士テッカマン（南の父）
- 少年徳川家康（久松俊勝）

1977年
- あらいぐまラスカル（ジェイムス・スティーブンソン、ヘンリック）
- 新・巨人の星（与那嶺要）

1980年
- トム・ソーヤーの冒険（コリンズ保安官）

1981年
- 太陽の牙ダグラム（グランフェルド）
- 名犬ジョリィ（パト、トルレス、ハイシント、トルメス刑事）

1982年
- 南の虹のルーシー（クラーク警部）

1983年
- まんが日本史（大岡越前）

1987年
- エスパー魔美（スカイリー）

1988年
- シティーハンター シリーズ（1988年 - 1989年、ジメチル、伏見、山岡） - 2シリーズ

1989年
- YAWARA!（1989年 - 1992年、さやかの父 / 錦之助）

1990年
- 八百八町表裏 化粧師（富士見屋主人）

1991年
- 機甲警察メタルジャック（遠藤）

1992年
- クッキングパパ（田島）
- ママは小学4年生（加納）

1993年
- ミラクル☆ガールズ（紳士）

1995年
- 怪盗セイント・テール（ウィルソン）

1996年
- NINKU -忍空-（サーカス団長）

1997年
- ポケットモンスター（カイザー）
- MAZE☆爆熱時空（ドーシン）

1998年
- 名探偵コナン（田島健三）

1999年
- 地球防衛企業ダイ・ガード（清水）

2001年
- 犬夜叉（朴仙翁）
- 砂漠の海賊!キャプテンクッパ（ヤム町長）
- Z.O.E Dolores, i（ヤン）
- ノワール（デスタン）

2002年
- キディ・グレイド（ドレイク・ハン）
- 攻殻機動隊 STAND ALONE COMPLEX（2002年 - 2004年、大統領、久保田） - 2シリーズ

2004年
- 鉄人28号（第4作）（不乱拳博士）
- MONSTER（2004年 - 2005年、クローネッカー教授）

2009年
- 真マジンガー 衝撃!Z編 on television（兜十蔵）

### 劇場アニメ
- グレンダイザー ゲッターロボG グレートマジンガー 決戦! 大海獣（1976年、弓教授）
- 土俵の鬼たち（1994年）
- 新機動戦記ガンダムW Endless Waltz -特別篇-（1998年、大統領）
- MAZE★爆熱時空 天変脅威の大巨人（1998年、ドーシン）
- 風を見た少年（2000年）
- 機動戦士ガンダム 特別版（2000年、ガデム）

### OVA
- 銀河英雄伝説（1989年、エドウィン・フィッシャー[4]）
- ぼくの地球を守って（1993年、亜梨子の父）
- アルプスの少女ハイジ ハイジとクララ編（1996年、ゼーゼマン）
- アルプスの少女ハイジ アルムの山編（1996年、ゼーゼマン）
- 新機動戦記ガンダムW Endless Waltz（1997年、大統領）
- 真ゲッターロボ 世界最後の日（1998年、敷島博士）
- 太陽の船 ソルビアンカ（1999年）

### ゲーム
- 金田一少年の事件簿 星見島 悲しみの復讐鬼（1998年、船長）
- ゴルゴ13（2）見えない軍隊（1998年、グリーンベレー隊長）
- ドラゴンフォースII 神去りし大地に（1998年、オーギュスト）
- 金鉱脈探査シミュレーション インゴット79（2002年、アリーフ）
- O・TO・GI 〜百鬼討伐絵巻〜（2003年、卜部季武）
- 鉄人28号（2004年、不乱拳博士）
- 機動戦士ガンダム 一年戦争（2005年、ガデム）
- 機動戦士ガンダム 木馬の軌跡（2012年、ガデム）

### 吹き替え

#### 映画（吹き替え）
- 荒鷲の要塞 ※日本テレビ版
- エアポート'80（ピーター・オニール：デビッド・ワーナー）
- 英雄の条件（H・ローレンス・ホッジス将軍：フィリップ・ベイカー・ホール）※DVD版
- サルバドル/遥かなる日々 ※フジテレビ版
- 勝利はいただき（ナレーション）
- スティーヴン・キング/痩せゆく男（タドゥツ・レムキ：マイケル・コンスタンティン）
- スノーホワイト（ギルバート神父：ブライアン・プリングル）
- ネバーセイ・ネバーアゲイン（アンブローズ、ピーダースン、運転手、バーテン1、大佐）※機内上映版
- ハリウッドランド（エドガー・マニックス：ボブ・ホスキンス）
- マスク（ニコ：オレステス・マタセナ）※DVD版
- 新Mr.BOO!お熱いのがお好き（ワニ皮王マサ：トン・ピョウ）

#### ドラマ
- ER緊急救命室VII（スチュアート司教：ジェームズ・クロムウェル）
- 刑事コロンボシリーズ
  - 死者の身代金（バート：ティモシー・ケリー）
  - ホリスター将軍のコレクション（バート：ティモシー・ケリー）
  - 溶ける糸（ポール医師：ケン・サンソム）
  - 別れのワイン（ワイン専門店の店主：ジョージ・ゲインズ、警官）
  - 愛情の計算（フィールズ刑事）
  - 魔術師の幻想（サッカリー：ジョージ・スペルダコス）
  - さらば提督（ウエン・テイラー造船所長：ジョシュア・ブライアント）
  - ルーサン警部の犯罪（トニー：ティモシー・ケリー）
- こちらブルームーン探偵社
- ジェシカおばさんの事件簿
- 新スタートレック（フェント、ヌニエン・スーン、長老）
  - #98「裏切りの序曲」（ケル大使：ラリー・ドブキン）
  - #142「バースライト」（シュレク：ジェームズ・クロムウェル）
  - #169「多重人格アンドロイド」（長老）
- ドクター・フー
- 特捜班CI-5
- 特捜刑事マイアミ・バイス
- レリックハンター - 秘宝を探せ
- ロックフォードの事件メモ

#### アニメ
- タンタンの冒険旅行（元帥）

#### 人形劇
- サンダーバード（イギリス情報部員）

### ドラマCD
- クォ・ヴァディス CD Volume 2

### ナレーション
- ユーキャンDVDシリーズ
  - 大日本帝国海軍
  - 昭和天皇の時代
  - 太平洋戦争
  - 昭和と戦争 語り継ぐ7000日
  - 私たちの昭和
- ビデオディスク（朗読・語り）
  - 第二次世界大戦「大日本帝国の終焉」
  - 戦後世界の再編「平和の回復と二大陣営の対立」
  - 冷戦体制構築「日本復興」
  - 独立への道のり「古い上衣を脱ぎ捨てて」
  - 赤紙が届く日「挙国一致・進め皇軍」
  - 焼け跡をさ迷う「進駐軍がやって来た」
  - 本土決戦の覚悟「一億玉砕を合言葉に」
- Mr.サンデー（フジテレビ）

### ボイスオーバー
- BS世界のドキュメンタリー
- NTT DATAスペシャル「宇宙からの贈りもの〜ボイジャー航海者たち」

### CM
- ハウス食品 ラーメン「わっしょい」（関東地域限定）
- バファリン（ナレーション）
- 三菱電機 ウィンドファン・クルピシャ